# Варламов, Кирилл Викторович
Кирилл Викторович Варламов (род. 10 февраля 1974, Свердловск, СССР) — российский технологический предприниматель, менеджер и общественный деятель. С 2013 года Варламов возглавляет Фонд развития интернет-инициатив, с 2015 — является членом совета и правления Института развития интернета.

## Биография
Родился в Свердловске в 1974 году. В 1991 году поступил в Уральский государственный технический университет на специальность «Технология машиностроения», а окончил обучение в Университете Брэдли в Пеории в штате Иллинойс, США.
Варламов прошёл стажировку по программе управления качеством в компании Caterpillar и в 1996 году перешёл на работу на Уральский завод тяжёлого машиностроения. В «Уралмаше» работал над методиками управления качеством и сертификацией производства по международным стандартам. В 1997 году ушёл из «Уралмаша» на пост руководителя отдела качества системного интегратора «Микротест». Год спустя возглавил отдел разработки программного обеспечения. Во время работы в компании Варламов прошёл в УГТИ-УПИ подготовку на специалиста по информационным технологиям в управленческой деятельности.

### Naumen
В 2001 году совладелец «Микротеста» Александр Давыдов продал свою долю и открыл компанию по разработке программного обеспечения Naumen. Варламов стал соучредителем и занял должность исполнительного директора. В их команду перешли семь сотрудников «Микротеста». В 2002—2003 годах после неожиданного ухода инвестора из проекта Naumen был вынужден открывать продажи в Москве и вышел на окупаемость намного быстрее запланированного — за полгода. Компания росла на 50—70 % в год в 2006—2007, не снижала активности в 2008 году, а к 2010 расширила долю рынка. Варламов стал генеральным директором компании в 2009 году.
Naumen специализируется на разработке систем автоматизации делопроизводства, управления ресурсами предприятия (ERP), управления работой с клиентами (CRM), автоматизации колл-центров, управления службой поддержки, прикладного ПО для операторов связи (OSS/BSS). В 2011 году компания направила на исследования и разработку около шестой части годового оборота — 100 миллионов рублей.
В 2012 году Варламов получил степень магистра делового администрирования в Московской школе управления «Сколково».

### Государственная деятельность
В 2010 году бывший сотрудник «Микротеста» и Naumen Дмитрий Калаев в качестве советника министра экономики Свердловской области пригласил Варламова для разработки проекта Уральского IT-кластера. По предложению Варламова в новой программе бакалавриата Уральского федерального университета появились различные специальности из области информационных технологий — как технические, так и управленческие.
В декабре 2011 вошёл в избирательный штаб кандидата на пост президента РФ Владимира Путина. В списке 499 доверенных лиц Путина, опубликованном в феврале 2012 года, Варламов оказался единственным представителем сферы информационных технологий. Несколько его проектов получили поддержку Владимира Путина. Например, в городах Урала и Поволжья прошли «Форумы среднего класса», призванные собрать мнения предпринимателей и специалистов творческих профессий о стоящих перед государством задачах.
В ноябре 2012 года Кирилл Варламов вошёл в состав учредителей Общероссийского народного фронта и как член организационного комитета отвечал за вопросы, волнующие «креативный средний городской класс». В 2014 году возглавил центр ОНФ по мониторингу технологической модернизации. Кроме того, в декабре 2014 года Варламов был избран членом правления Регионального общественного центра интернет-технологий.

### Фонд развития интернет-инициатив
В 2011 году только что созданное Агентство стратегических инициатив искало руководителей для замещения должностей в своих проектах. Варламов победил в конкурсе и попал в кадровый резерв Агентства.
В 2012 году Владимир Путин на заседании АСИ предложил учредить специальный фонд для поддержки интернет-проектов с высокой ценностью для общества. В процессе выбора руководителя для нового проекта АСИ обратило внимание на Варламова. Участники проекта сформулировали основные направления деятельности фонда — развитие сети акселераторов для финансирования проектов на предпосевной и посевной стадии, образовательные программы и программы популяризации, работа над законодательными инициативами.
5 мая 2013 года проект был представлен наблюдательному совету Агентства стратегических инициатив. Тогда же были озвучены расчёты: фонду требовалось 6 миллиардов рублей в течение трёх лет для инвестиций в 400 стартапов на ранних стадиях. Фонд развития интернет-инициатив начал работу в июле 2013 года, а первый акселератор открылся в октябре того же года. 28 мая 2015 года выпустил пятый набор акселератора.
Первый крупный выход из стартапа ФРИИ сделал в 2016 году. В проинвестированную ранее компанию VisionLabs АФК «Система» вложила 350 млн рублей, оценка компании составила 1,4 млрд рублей. В рамках этой сделки ФРИИ вышел из стартапа с доходностью «в несколько десятков X».
В августе 2018 г эксперты Фонда выступили с инициативой разрешить свободный оборот деперсонализированных пользовательских данных. Согласно законопроекту, граждане смогут бы предлагать бизнесу свои данные с определенной целью и сроками за вознаграждение в различных формах. Бизнес сможет покупать данные, если гражданин даст согласие на их обработку, и отчислять в его пользу процент от сделки. При этом граждане могут не давать согласия на обработку данных, чтобы исключить их из оборота.
В январе 2019 года стало известно, что дочерняя компания «Ростелеком» стала владельцем 31 % инвестиционной структуры ФРИИ. Инвестиции телеком-оператора в фонд составили 2 млрд рублей.
В марте 2020 года Варламов предложил главе правительства Михаилу Мишустину ускорить рассмотрение поправок к законодательству о телемедицине, позволяющих врачам ставить диагнозы и назначать лечение дистанционно.
По состоянию на февраль 2020 года, Акселератор ФРИИ организовал 20 потоков-акселерационных программ.
В октябре 2020 года Кирилл Варламов заявил, что фонд будет инвестировать в стартапы иностранной юрисдикции. При этом компанией должны владеть основатели c гражданством РФ.

### Институт развития интернета
Институт развития интернета — совместный проект РАЭК, ФРИИ, РОЦИТ, Медиа-коммуникационного союза и предпринимателя Германа Клименко, создателя LiveInternet.
Кроме Кирилла Варламова в руководство института входят Герман Клименко, президент Медиа-коммуникационного союза (МКС) Сергей Петров, директор РАЭК Сергей Плуготаренко и Леонид Левин, возглавляющий РОЦИТ и комитет Государственной Думы по информационной политике, информационным технологиям и связи. Директором института назначен бывший топ-менеджер «Акадо» Сергей Алимбеков.
Создатели института называют его целью обеспечение «цифрового суверенитета»: работу над едиными решениями в сфере развития интернета и ведение диалога с властью.

## Признание
В ноябре 2012 года Кирилл Варламов выиграл в 27 конкурсе «Предприниматель года», проводимом консалтинговой компанией Ernst & Young в 50 странах мира.